# الألعاب البارالمبية الصيفية 1964
الألعاب البارالمبية الصيفية 1964 هي النسخة الأولى من الألعاب البارالمبية بدأت في 3 نوفمبر و انتهت في 12 نوفمبر 1960 في طوكيو، اليابان بعد نجاح عرض المدينة في الحصول على شرف استضافة ألعاب البارلمبية، شارك 375 رياضي في منافسات هذه النسخة ومن 21 دولة.